# Maria Campi
Maria Campi, nome d'arte di Maria De Angelis (Roma, 31 marzo 1877 – Roma, 19 settembre 1963), è stata una cantante, attrice e diva di varietà, italiana, celebre per essere stata l'inventrice della "mossa".

## Biografia
Nacque nel popolare rione di Borgo, scomparso nel 1936 a causa delle vaste demolizioni operate per la costruzione di Via della Conciliazione. Dopo un'infanzia povera, debuttò sulle scene nel 1901 al teatro Varieté e poi al Salone Margherita, dove fu notata da Giuseppe Jovinelli che la fece esibire nel suo teatro, come protagonista dell'operetta La mascotte di Edmond Audran, con il compenso di 1 lira a serata.
Visto il buon gradimento del pubblico, Maria Campi fu scritturata per una tournée nei teatri di San Pietroburgo, durante la quale ottenne un grande successo ballando davanti all'aristocrazia russa e alla corte dello zar Nicola II. I rampolli della nobiltà russa fecero a gara per ricoprirla di inviti e gioielli. Richiesta nei maggiori teatri d'Europa, in pochi anni riuscì ad imporsi come primadonna italiana del varietà, sopravanzando le rivali Ersilia Sampieri, Mary Fleur e Annita Di Landa.
Dotata di bellezza molto vistosa, mandava in visibilio il pubblico con la sua celebre "mossa" e, soprattutto, con motti romaneschi piuttosto salaci, attraverso i quali soleva interloquire con gli spettatori, durante l'esecuzione delle sue canzoni piccanti, spesso suggeriti da Petrolini, Alfredo Bambi e Trilussa, suoi fraterni amici. Tra i suoi cavalli di battaglia le canzoni brillanti ’A tazza ‘e cafè, Il cavallo del colonnello e La petite tonkinoise, portata al successo in Francia da Joséphine Baker.
Durante una sua tournée in Spagna, apprese il ballo della rumba e lo introdusse in Italia nel 1913, anche iniziando a collaborare con il cantautore Odoardo Spadaro e con il cantante Gino Franzi. Guido da Verona descrisse Maria Campi nel romanzo biografico La donna che inventò l'amore, pubblicato nel 1915, dal quale fu liberamente tratto il film di Marcello Fondato Ninì Tirabusciò la donna che inventò la mossa, dove la Campi viene interpretata da Monica Vitti.
Fu una grande divetta, appassionata della sua arte. Nei primi anni del Novecento, quando la Campi era già celebre, cantò al teatro Amor, allora esistente in piazza Apollonia, frequentato dal fior fiore della marmaglia di Trastevere. Poi, sempre più affermatasi nella sua arte, accettò più importanti scritture alla Sala Umberto, rifiutandosi di tornare al teatro Amor, di bassa levatura.
I trasteverini organizzarono una spedizione punitiva alla Sala Umberto dove, all'apparire della Campi sulla scena, l'accolsero a fischi, urla e pomodori ben maturi. Allontanati dai questurini i disturbatori si dileguarono e Maria Campi decise di tornare ancora al teatro Amor, dove venne accolta ed acclamata in una memorabile serata in cui si presentò in calzamaglia rosa, a quell'epoca il massimo dell'audacia esibizionistica per una canzonettista.

Franco Interlenghi, Rinaldo Smordoni e Maria Campi in Sciuscià

Partecipò anche a qualche film muto, tra cui, nel 1918, La capanna dello zio Tom, insieme a Paola Pezzaglia, che considerò una sua maestra nella recitazione. Nel secondo dopoguerra, quando si era già posta a riposo, accettò una particina offertale da Vittorio De Sica nel film Sciuscià. Morì al Policlinico Umberto I di Roma, a 86 anni, per malattia cardiaca.

## Filmografia
- Per la sua felicità, regia di Eugenio Testa (1914) - cortometraggio
- Passa la gioventù, regia di Achille Consalvi (1914)
- Mary, la stella del varietà, regia di Achille Consalvi (1918)
- La capanna dello zio Tom, regia di Riccardo Tolentino (1918)
- I bassifondi di Marsiglia, regia di Mario Ceccatelli (1919)
- Sciuscià, regia di Vittorio De Sica (1946) - non accreditata